# Western Star Trucks

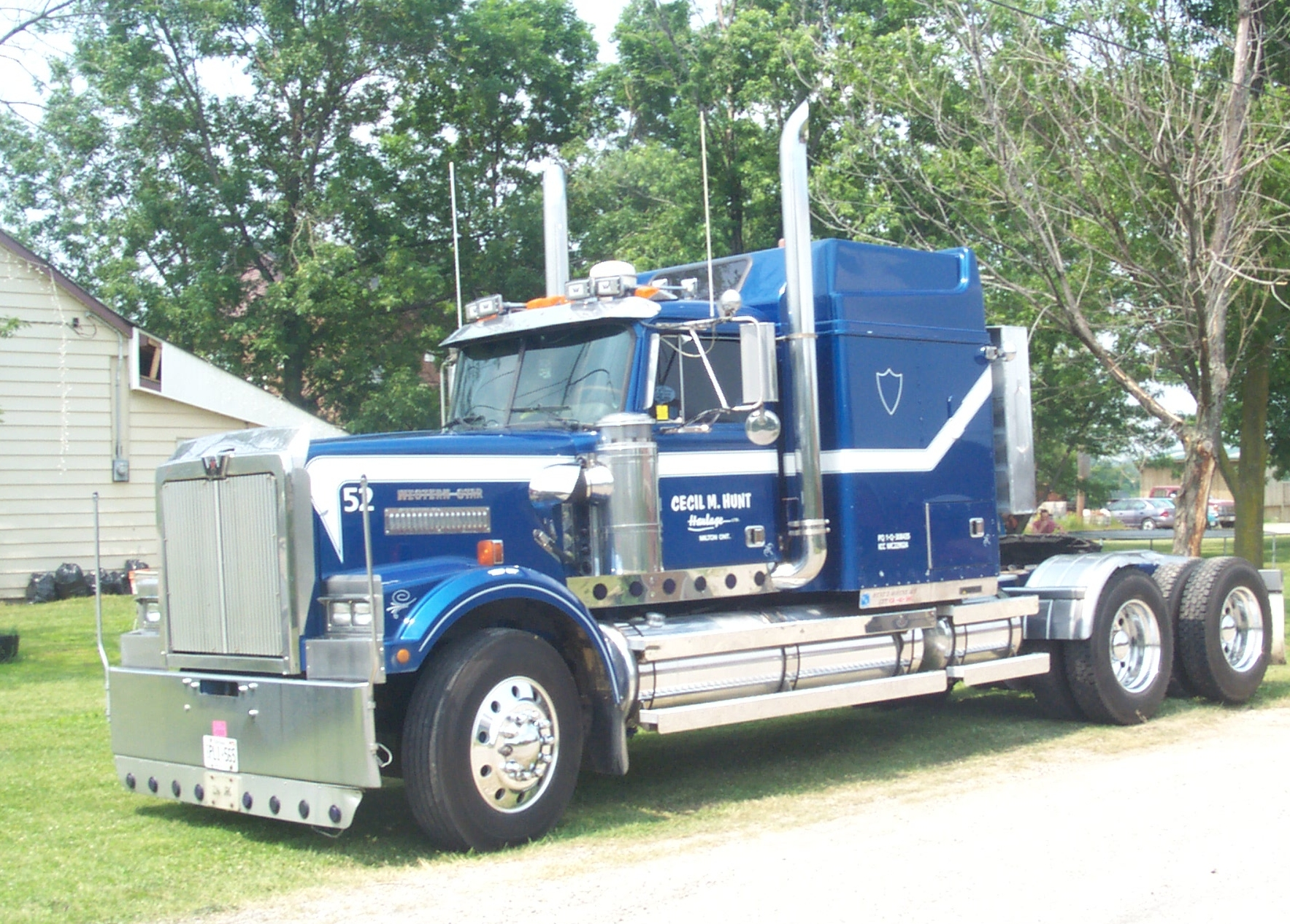
Western Star 4900 von 1997

Western Star ist ein 1967 gegründeter US-amerikanischer Lastkraftwagen-Hersteller. 1981 wurde Western Star eine eigenständige Marke des vormaligen LKW- und PKW-Herstellers White Motor Company. Heute ist Western Star eine Tochtergesellschaft der Daimler Truck AG und in Portland, Oregon ansässig.

## Geschichte
Die Geschichte der Marke Western Star begann 1967, als die White Motor Company den Geschäftsbereich White Western Star mit Sitz in Cleveland und Produktionsstätte in Kelowna gründete. Als die White Motor Company im Jahr 1980 in Konkurs ging und von der Volvo Group übernommen wurde, konnte die Tochter Western Star von kanadischen Unternehmern erworben werden. Sie firmierte als eigenständiger Hersteller in Western Star Trucks Inc. um und wurde 1990 an den Australier Terrence Peabody verkauft; es folgte eine Zusammenarbeit mit DAF.
1995 wurde Ontario Bus Industries übernommen und firmierte daraufhin zusammen mit Bus Industries of America zu Orion Bus Industries. 1996 folgte der britische Lkw-Hersteller ERF.
Im Jahr 2000 wurde das Unternehmen zerschlagen. Die Tochter ERF wurde an MAN verkauft, während der Rest von Freightliner übernommen wurde und damit heute zur Daimler Truck AG gehört. 2002 wurde die Produktion von Western Star in Portland (Oregon) angesiedelt. Seit 2015 werden Western Star Trucks auch in der Freightliner-Fabrik in Cleveland im Rowan County in North Carolina gebaut.
Vor allem durch „Owner-Operator“ (selbständige Fernfahrer in den USA) hat Western Star eine hohe Kundenbindung. Von den robusten Fahrzeugen der aktuellen 4900er-Serie werden drei Typen angeboten. Die Modellreihe 4900 wird auch für schwere Betonmischer und das Militär verwendet.

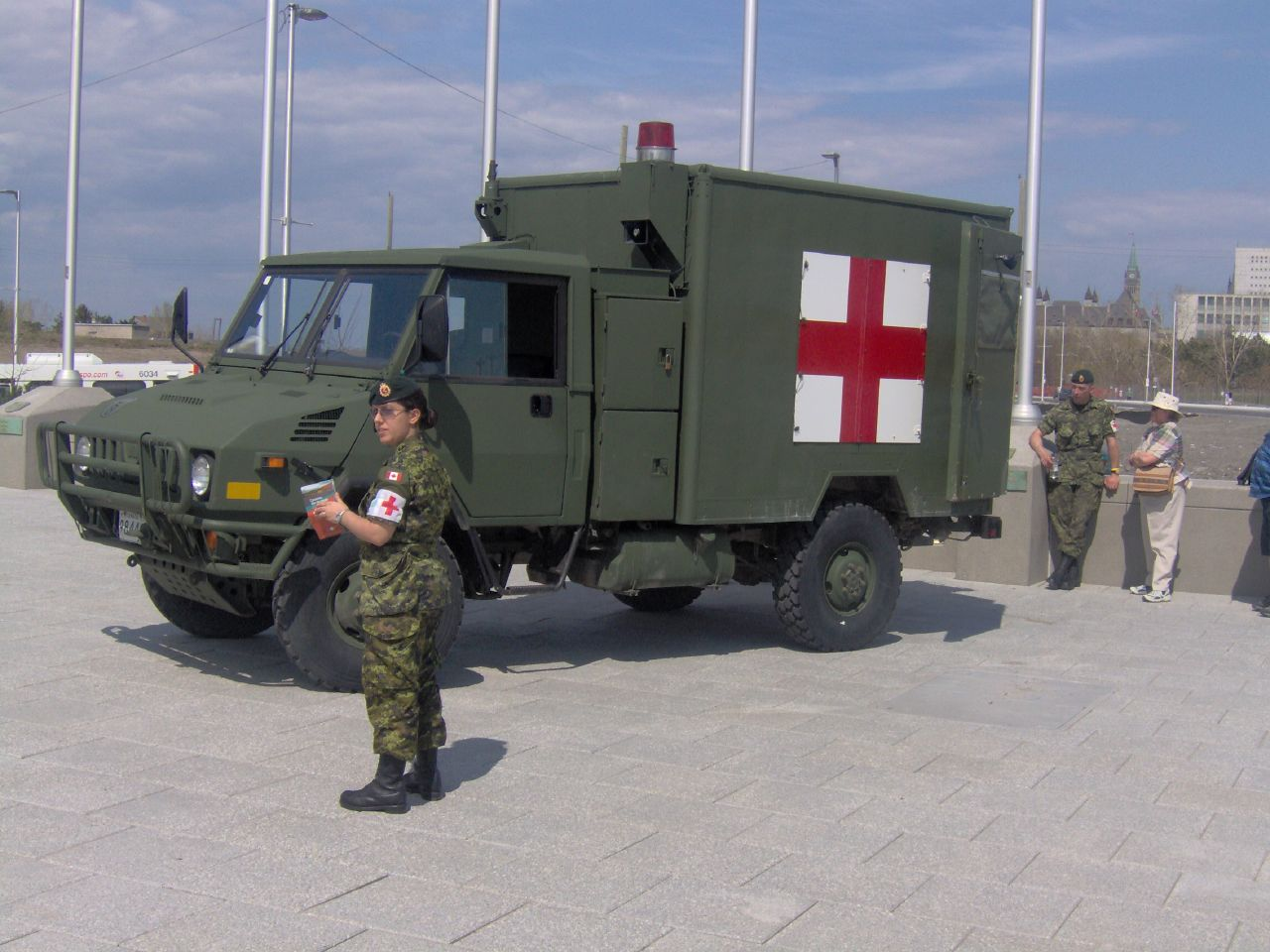
LSVW Ambulanzfahrzeug der kanadischen Streitkräfte

## Modelle
Die Produktpalette umfasst die fünf Modellreihen 4700, 4800, 4900, 5700 und 6900 mit Varianten für verschiedene Einsatzgebiete wie z. B.:
- Autobahntransport: 5700XE, 4700, 4800 und 4900.
- Branchenspezifische Einsatzgebiete: 4700, 4800, 4900 und 6900.
- Schwerlasttransport, Offroad-Einsatz: 4900XD, 6900XD.

Western Star produziert die Lkws individuell, als Käufer kann man die unten aufgelisteten Standardausführungen kaufen, oder modifizierte, mit ausgetauschten Komponenten für verschiedene Zwecke. Die Lkws sind mit Detroit Diesel-, teilweise auch mit Cummins-Motoren erhältlich.

### Modell-Details
| Modell | Details (Standardausführung) | Bild (zum Teil modifiziert s. o.) |
| ------ | --- | --------------------------------- |
| 5700XE | Radstand: bis zu 6,35 m Motor: Detroit DD15, 14,8 l, (461–512 PS 2101–2372 Nm) Treibstofftanks: Aluminium 63,5 cm zylindrisch 189–567 l |                                   |
| 4700   | Radstand: bis zu 7,62 m Motor: Detroit DD13, 12,8 l, (354–512 PS 1694–2508 Nm) Treibstofftanks: Aluminium 63,5 cm zylindrisch 227–379 l Mit vor-/und zurückgesetzter Achse produziert.                                                                      |                                   |
| 4800   | Radstand: bis zu 11,4 m Motor: Detroit DD13, 12,8 l, (354–512 PS 1694–2508 Nm) Treibstofftanks: Aluminium 63,5 cm zylindrisch 227–567 l Mit Zwillingsachsen (siehe Bild), vor-/und zurückgesetzter Achse produziert.                                        |                                   |
| 4900   | Radstand: bis zu 11,4 m Motor: Detroit DD13, 12,8 l, (355–519 PS 1694–2508 Nm) Treibstofftanks: Aluminium 63,5 cm zylindrisch 227–567 l Mit Zwillingsachsen, vor-/und zurückgesetzter Achse, verlängerter Motorhaube und XD (extrem Duty s. o.) produziert. |                                   |
| 6900   | Radstand: bis zu 12,3 m Motor: Detroit Series 60 Tier III, 14 l (431–507 PS 2000–2101 Nm) Treibstofftanks: 378–567 l Aluminium Mit Zwillingsachsen, und XD (extrem Duty s. o.) produziert.                                                                  |                                   |